# Mark Roberts (streaker)

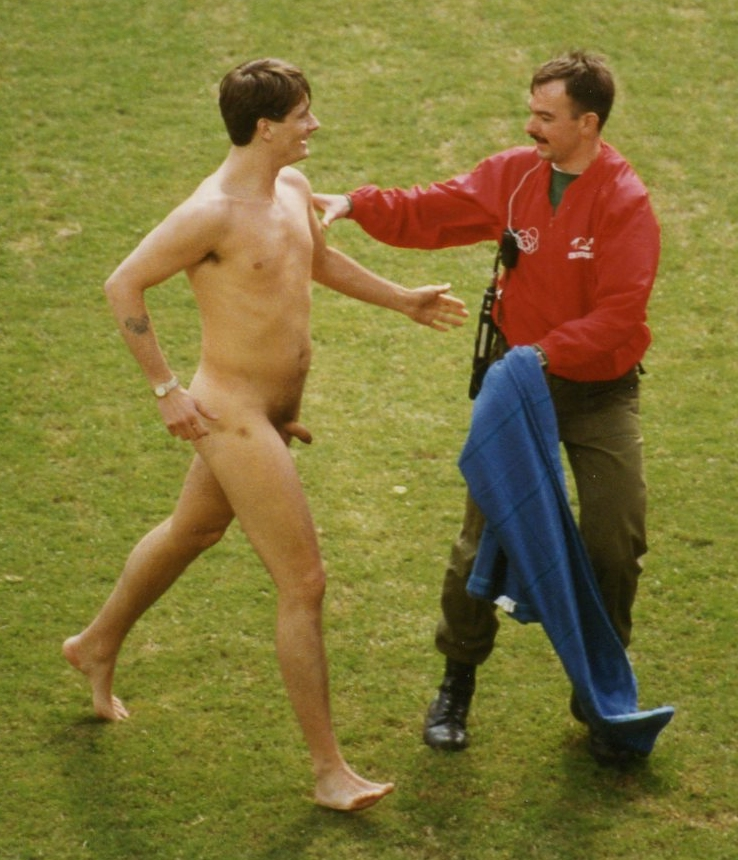
Roberts in 1994

Mark Roberts (Liverpool, 12 december 1964) is een Britse streaker.
Roberts begon zijn carrière als streaker toen hij een vrouw zag streaken tijdens een voetbalwedstrijd in Hongkong. Na een weddenschap ging hij de volgende dag zelf publiekelijk uit de kleren. Hij heeft dat sindsdien meer dan 380 keer gedaan. Roberts staat in het Guinness Book of Records vermeld als meest gespotte streaker.
Laatst bekende wapenfeiten:
- Derby 3e klasse A: RC Mechelen - KV Mechelen van 2005.
- De UEFA Cup finale van 2003.
- De finale van het Roland Garros tennistoernooi waarin Martin Verkerk uitkwam.
- De Super Bowl XXXVIII, in Houston, na een pauze waarin Janet Jackson live haar tepel liet ontbloten door Justin Timberlake (1 februari 2004).
- De Olympische Spelen van 2008, in Beijing. Terwijl de springruiters in Hongkong de hindernissen probeerden te trotseren, dook Roberts plotseling op. Roberts imiteerde tijdens zijn optreden een paard met daarop een ruiter.
- De Olympische Winterspelen 2018, in Pyeongchang. Na de medaille-ceremonie van de 1.000 meter schaatsen voor de heren maakte hij enkele danspasjes op de schaatsbaan.